# 17075 Pankonin
17075 Pankonin (1999 GF49) là một tiểu hành tinh vành đai chính.